# Exército Popular Nacional
O Exército Popular Nacional  (em alemão:  Nationale Volksarmee; NVA) foram as forças armadas da República Democrática Alemã de 1956 a 1990.
O NVA foi organizada em quatro ramos: o Landstreitkräfte (Forças Terrestres), o Volksmarine (Marinha), a Luftstreitkräfte (Força Aérea) e o Grenztruppen (Tropas de Fronteira). O NVA pertencia ao Ministério da Defesa Nacional e era comandado pelo Conselho de Defesa Nacional da Alemanha Oriental, com sede em Strausberg 30km a leste de Berlim Oriental. A partir de 1962, o recrutamento era obrigatório para todos os homens da RDA com idades entre 18 e 60 anos que exigiam um serviço de 18 meses, e foi o único militar do Pacto de Varsóvia a oferecer funções não-combatentes a objetores de consciência, conhecidos como "soldados de construção" (Bausoldat). O NVA atingiu 175.300 funcionários no seu auge em 1987.
O NV foi formada em 1º de março de 1956 para suceder a Kasernierte Volkspolizei (Polícia Popular Barracada) e sob a influência do Exército Soviético tornou-se um dos militares do Pacto de Varsóvia que se opôs à OTAN durante a Guerra Fria. A maioria dos oficiais da OTAN classificou o NV como o melhor exército do Pacto de Varsóvia com base na disciplina, no rigor do treinamento e na qualidade da liderança dos oficiais.  O NVA não assistiu a combates significativos, mas participou na invasão da Tchecoslováquia pelo Pacto de Varsóvia em 1968, destacou conselheiros militares para governos comunistas noutros países e tripulou o Muro de Berlim, onde foram responsáveis por numerosas mortes.
O NVA foi dissolvido em 2 de outubro de 1990 com a RDA antes da reunificação alemã, e as suas instalações e equipamentos foram entregues à Bundeswehr (as forças armadas da Alemanha Ocidental), que também absorveu a maior parte do seu pessoal abaixo do posto de suboficial.

## História

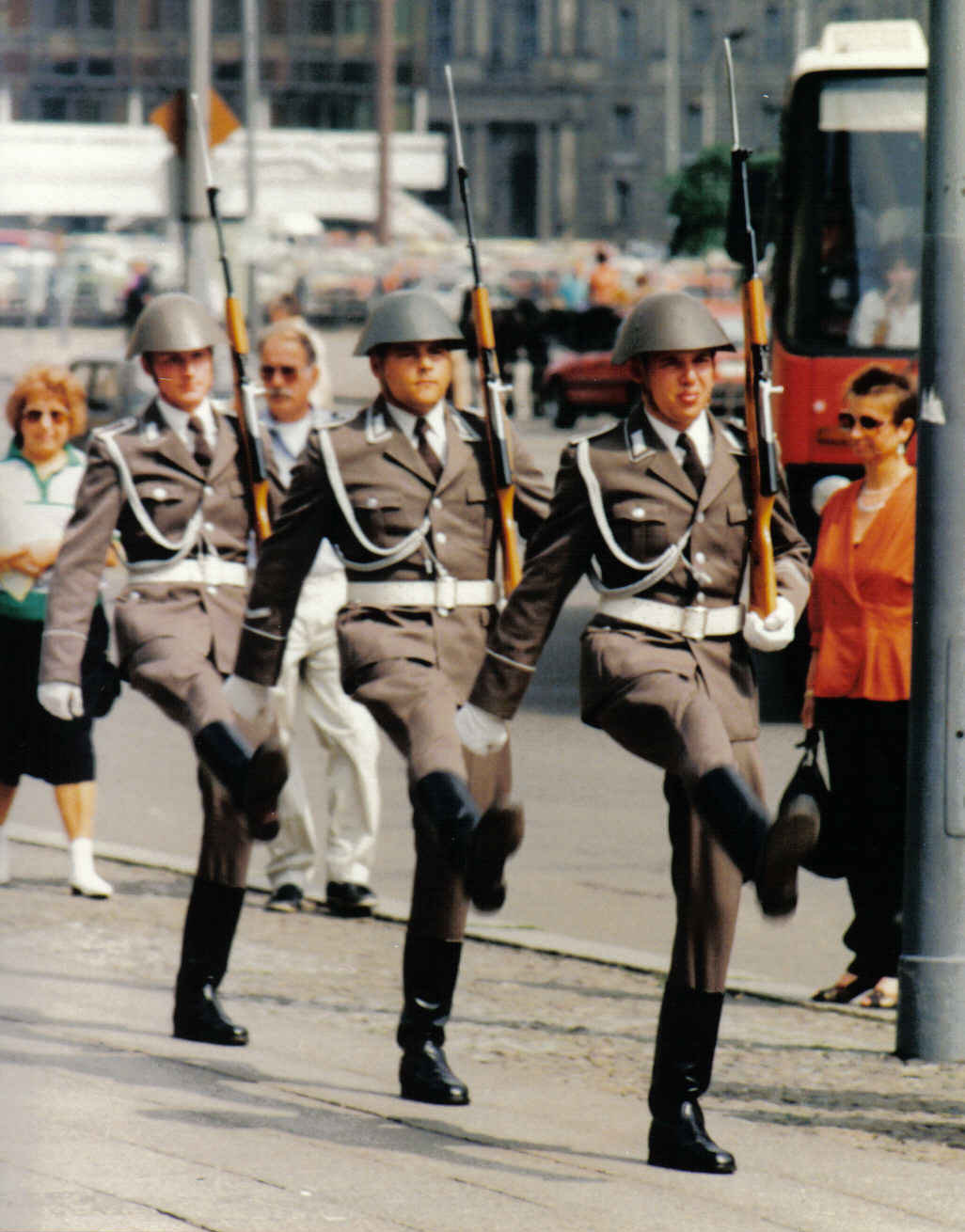
Soldados do Regimento da Guarda Friedrich Engels marchando em uma cerimônia de troca da guarda no Neue Wache na Unter den Linden, em Berlim Oriental

A República Democrática Alemã (RDA) estabeleceu o Exército Popular Nacional em 1 de março de 1956   (seis meses após a formação do Bundeswehr da Alemanha Ocidental) da Kasernierte Volkspolizei. Esta formação culminou anos de preparação durante os quais oficiais ex- Wehrmacht e veteranos comunistas da Guerra Civil Espanhola ajudaram a organizar e treinar unidades paramilitares da Polícia Popular. Embora o NVA apresentasse uma aparência alemã – incluindo uniformes e cerimónias modeladas de acordo com as antigas tradições militares alemãs – a sua doutrina e estrutura mostravam a forte influência das Forças Armadas Soviéticas.

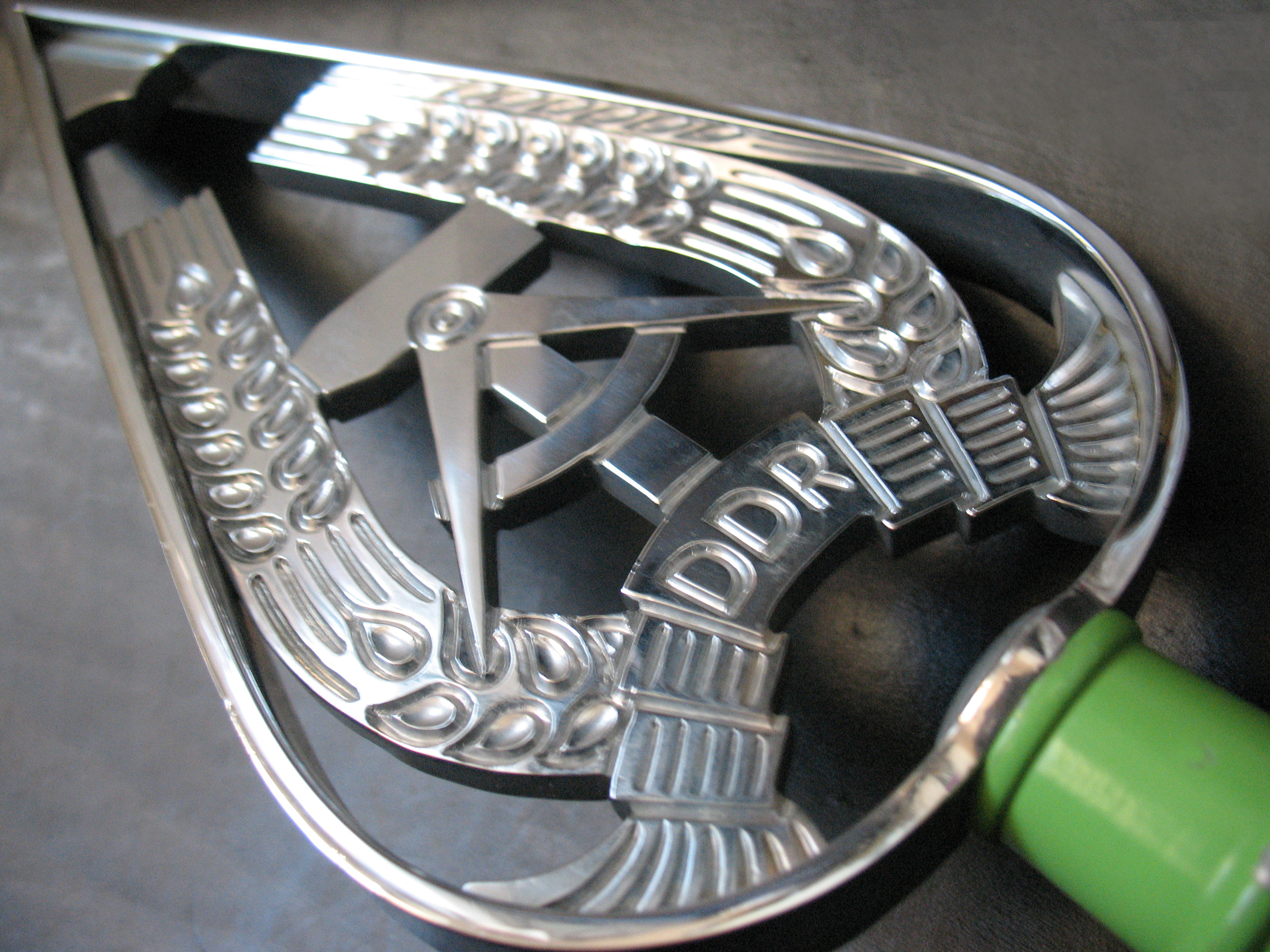
Um remate da RDA, aqui para uma bandeira de uma unidade do Ministério do Interior (MdI); o NVA tinha o mesmo em ouro.

Durante o seu primeiro ano, cerca de 27 por cento do corpo de oficiais do NVA serviram anteriormente na Wehrmacht.   Dos 82 cargos de comando mais elevados, ex-oficiais da Wehrmacht ocupavam 61; no entanto, muito poucos deles serviram em altos escalões. O conhecimento militar e a experiência de combate destes veteranos foram indispensáveis nos primeiros anos do NVA, embora na década de 1960 a maioria destes veteranos da Segunda Guerra Mundial se tivesse reformado. (O Bundeswehr da Alemanha Ocidental dependia ainda mais dos veteranos da Wehrmacht, que inicialmente constituíam a maioria de suas fileiras comissionadas).

### Notáveis ex-oficiais da Wehrmacht no comando do Exército Nacional Popular
A lista a seguir inclui os generais do NVA que receberam a Cruz de Cavaleiro da Cruz de Ferro na Wehrmacht durante a Segunda Guerra Mundial. 
- Generalmajor Wilhelm Adam (17 de dezembro de 1942, como Oberst)
- Generalmajor Otto Korfes (22 de janeiro de 1943, como Generalmajor)
- Generalleutnant Vincenz Müller (7 de abril de 1944, como Generalleutnant)

A lista a seguir inclui os generais do NVA que receberam a Cruz Alemã na Wehrmacht durante a Segunda Guerra Mundial. 
- Generalmajor Rudolf Bamler (12 de março de 1942, como Oberst)
- Generalmajor Bernhard Bechler (28 de janeiro de 1943, como Major)
- Generalmajor Otto Korfes (11 de janeiro de 1942, como Oberst)
- Generalmajor Arno von Lenski (21 de janeiro de 1943, como Generalmajor)
- Generalleutnant Vincenz Müller (26 de janeiro de 1942, como Oberst i.G.)
- Generalmajor Hans Wulz (25 de janeiro de 1943, como Generalmajor)

Nos seus primeiros seis anos, o NVA operou como uma força totalmente voluntária. (A Alemanha Ocidental, em contraste, reintroduziu o serviço militar universal em 1956). A RDA introduziu o recrutamento em 1962.  De acordo com o Projeto de História Paralela sobre Segurança Cooperativa:
o NVA foi incorporado no Pacto de Varsóvia e consistia no exército, na força aérea/defesa aérea (Luftstreitkräfte/Luftverteidigung) e na Marinha Popular (Volksmarine). No seu auge, em 1987, os três serviços do NVA tinham no total cerca de 156.000 homens armados. Entre 1956 e 1990, cerca de 2,5 milhões de cidadãos do sexo masculino da RDA cumpriram serviço militar.
Tal como os partidos comunistas no poder de outros satélites soviéticos, o Partido Socialista Unificado da Alemanha (SED) garantiu o controlo ao nomear membros leais do partido para posições de topo  e ao organizar uma educação política intensiva para todos os escalões. A proporção de membros do SED no corpo de oficiais aumentou de forma constante após o início da década de 1960, chegando finalmente a quase 95 por cento.
O NVA via-se como o "instrumento de poder da classe trabalhadora" (Machtinstrument der Arbeiterklasse).  De acordo com a sua doutrina, o NVA protegeu a paz e garantiu as conquistas do socialismo, mantendo uma dissuasão convincente à agressão imperialista. O lema do NVA, inscrito na sua bandeira, dizia: “Pela Defesa do Poder Operário e Camponês”. 
O NVA nunca participou de combates em grande escala, embora tenha participado em um papel de apoio na supressão da Primavera de Praga de 1968,  forneceu apoio médico durante a Guerra Soviético-Afegã,  e os oficiais do NVA muitas vezes serviram como conselheiros de combate na África.  Alguns dos primeiros conselheiros do NVA foram para o Zaire em 1973. Durante a década de 1980, o NVA teve, em vários momentos, conselheiros na Argélia, Angola, Etiópia, Guiné, Iraque, Líbia, Moçambique, Iémen do Sul e Síria.  Quando a União Soviética se preparou para ocupar a Tchecoslováquia em 1968, o governo da RDA comprometeu a 7ª Divisão Panzer e a 11ª Divisão de Infantaria Motorizada para apoiar a intervenção (atribuída ao 20º Exército de Guardas e ao 1º Exército Blindado de Guardas, respectivamente), tornando-se o primeiro destacamento de tropas alemãs. fora da Alemanha pela primeira vez desde a Segunda Guerra Mundial.  Mas a participação da Alemanha Oriental despertou a ira checa e as duas divisões foram "mantidas fora da vista nas florestas da Boêmia "  e autorizadas a viajar apenas à noite. Em poucos dias eles foram retirados.
No início da década de 1970, o alto comando do Grupo de Forças Soviéticas na Alemanha (GSFG) atribuiu ao NVA a missão de capturar Berlim Ocidental durante a guerra.  O plano do NVA para a operação, designado "Centro de Operação", previa cerca de 32.000 soldados em duas divisões, acompanhados pela 6ª Brigada de Fuzileiros Motorizados de Guardas Separados soviética do GSFG. O plano foi atualizado regularmente até 1988, quando foi substituído por um plano menos ambicioso, que visava simplesmente conter Berlim.
No Outono de 1981, o NVA estava pronto para intervir na Polônia em apoio a uma possível invasão soviética, mas a declaração da lei marcial na Polônia (13 de Dezembro de 1981) evitou a crise.
O NVA entrou em estado de maior prontidão para o combate em várias ocasiões, incluindo a construção do Muro de Berlim em 1961, a crise dos mísseis cubanos em 1962, a invasão da Checoslováquia em 1968 e, pela última vez, no final de 1989, quando os protestos varreram através da RDA. 

### Ideologia
O NVA operou como um exército voluntário profissional até 1962, quando o recrutamento foi introduzido. O Conselho de Defesa Nacional da RDA controlava as forças armadas, mas as forças móveis ficaram sob o Comando Unificado do Pacto de Varsóvia. O controlo político das forças armadas ocorreu através de uma estreita integração com o Partido Socialista Unificado da Alemanha (SED), que examinava todos os oficiais. O treino militar (fornecido pelo sistema escolar) e a crescente militarização da sociedade da Alemanha Oriental reforçaram o apoio popular ao establishment militar. De uma perspectiva leninista, o NVA permaneceu como um símbolo da solidariedade soviético-alemã oriental e tornou-se a instituição comunista modelo - ideológica, hierárquica e disciplinada.  O NVA sintetizou o simbolismo comunista e prussiano, nomeando sua academia de oficiais, Academia Militar Friedrich Engels, em homenagem ao co-autor de Karl Marx, Friedrich Engels, e sua medalha mais alta em homenagem ao general do exército prussiano Gerhard von Scharnhorst. 
Durante a Revolução Pacífica que levou à queda do governo comunista da RDA, algumas forças do NVA foram colocadas em alerta, mas nunca foram mobilizadas contra os manifestantes. Ao mesmo tempo, o governo soviético ordenou que as suas tropas na RDA permanecessem nos quartéis. Após a reforma forçada do SED e do líder estatal Erich Honecker e de outros conservadores do Politburo no poder, no auge da crise, em Outubro de 1989, a nova liderança do SED descartou a utilização da força armada contra os manifestantes. 

### Composição
A força de trabalho do NVA consistia em cerca de 85.000 soldados em 1962, subiu para 127.000 em 1967 e permaneceu essencialmente estável até 1970.  Em 1987, no auge do seu poder, o NVA contava com 175.300 soldados. Aproximadamente 50% desse número eram soldados de carreira, enquanto os demais eram recrutas de curto prazo.
De acordo com um estudo de 1973, os líderes da NVA desde o final da década de 1950 até à década de 1960 provinham predominantemente de origens da classe trabalhadora, com poucos oriundos de famílias de classe média ou profissionais e nenhum representante da aristocracia presente nos escalões superiores. Com excepção da instrução militar ou política especializada, a maioria dos líderes do NVA referiram a escola primária como o seu nível mais elevado de educação formal. 

### Pós-unificação

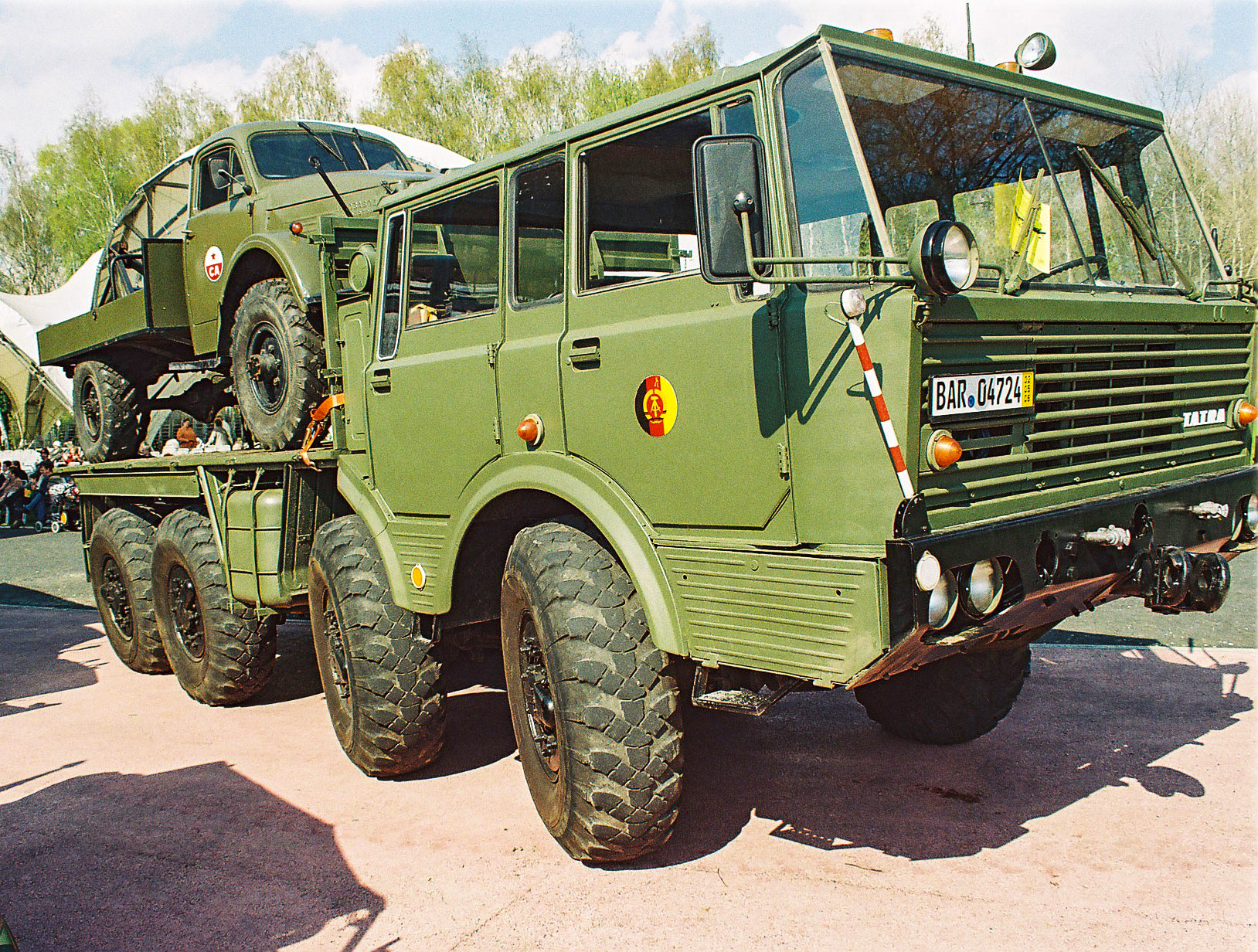
Um Tatra-813 do NVA carregando um GAZ-63

O NVA dissolveu-se com a dissolução do governo da Alemanha Oriental em outubro de 1990. Sob o processo de "Exército da Unidade" (Armee der Einheit), as instalações e equipamentos do NVA foram entregues ao Bundeswehr, a força de defesa federal da Alemanha unificada. O Comando Oriental do Bundeswehr (Bundeswehrkommando Ost) foi criado para controlar unidades ou instalações no território da antiga Alemanha Oriental e era liderado pelo tenente-general Jörg Schönbohm.  A maioria das instalações foi fechada e o equipamento foi vendido ou doado a outros países. A maioria dos 36.000 oficiais e suboficiais do NV foram dispensados, incluindo todos os oficiais acima do posto de Oberstleutnant. O Bundeswehr reteve apenas 3.200 – após um rebaixamento de uma posição. Além disso, todas as mulheres soldados (nessa altura ainda era proibido que as mulheres se tornassem soldados no Bundeswehr) e todos os soldados com mais de 55 anos foram dispensados. 
Até 1 de março de 2005, a Alemanha listava o tempo de serviço no NVA como tempo "servido em forças armadas estrangeiras". O serviço no NVA não contava pontos para as pensões federais na Alemanha unificada. Os soldados e oficiais aposentados do NV recebiam apenas pensões mínimas após a unificação: um veterano de trinta anos receberia uma pensão menor do que uma bolsa de estudante de pós-graduação. Após a reforma de 2005, o serviço no NVA passou a ser conhecido como "servido fora do Bundeswehr". 
Muitos ex-oficiais do NVA sentem-se ressentidos com o tratamento recebido após a unificação. Embora recebam apenas pensões mínimas, poucos conseguiram encontrar emprego, excepto como operários ou guardas de segurança. Os ex-oficiais do NVA não estão autorizados a acrescentar a sua classificação NVA ao seu nome como um título profissional; nenhuma proibição se aplica ao posto alcançado na Wehrmacht ou na Waffen-SS durante a era nazista. 
Uma das poucas antigas instalações do NVA que permaneceu aberta foi uma base em Storkow, perto de Berlim, que abrigava o centro de camuflagem e engano do NVA. Esta se tornou a Unidade Bundeswehr para Camuflagem e Decepção. 

## Utilização de material antigo após 1990

O emblema das forças armadas da RDA – usado em veículos do exército

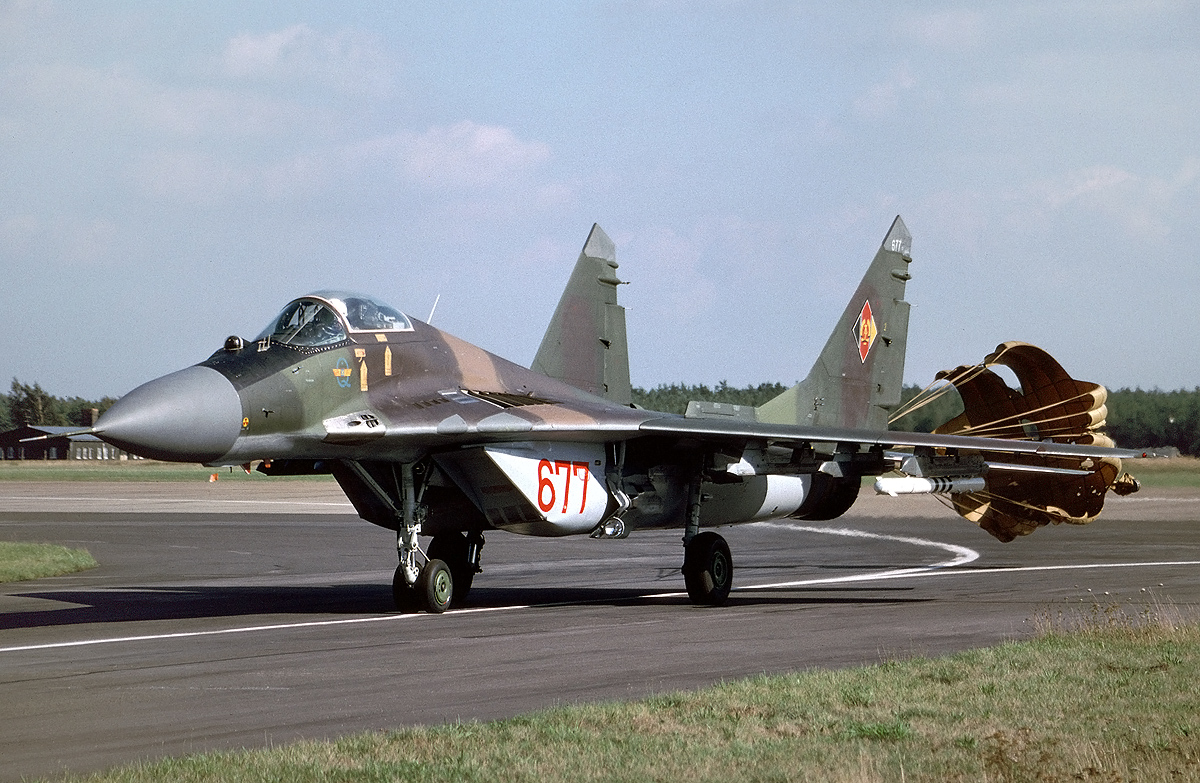
MiG-29 em serviço na Alemanha Oriental

O NVA foi, em relação ao seu equipamento e treino, um dos exércitos mais fortes do Pacto de Varsóvia. Foi equipado com um grande número de sistemas de armas modernos, a maioria de origem soviética, dos quais uma pequena parte foi devolvida à União Soviética em 1990.
O restante equipamento e material ainda era substancial, incluindo grandes quantidades de peças de reposição, suprimentos médicos, equipamentos de guerra atômica, biológica e química, dispositivos de treinamento e simuladores, etc.
Uma das primeiras medidas tomadas após a reunificação foi a vistoria e a apreensão de armas e dispositivos por antigos membros do NVA. A Materiel Depot Service Gesellschaft (MDSG), operada pelo governo federal, foi encarregada de assumir a custódia e armazenar este equipamento. O MDSG empregava 1.820 pessoas, retiradas principalmente do Bundeswehr.  O MDSG foi privatizado em 1994. Grande parte do material foi entregue gratuitamente a beneficiários nos novos estados federais ou outros departamentos, a museus ou a nações amigas no contexto do apoio militar aos países em desenvolvimento. O Serviço Federal de Inteligência Alemão vendeu secretamente equipamento do NVA a vários países, violando as leis internacionais e alemãs, bem como os tratados internacionais.  O resto foi destruído. 
- 767 aeronaves (helicópteros, aeronaves de asa fixa), 24 das quais eram MiG-29
- 208 navios
- 2.761 tanques
- 133.900 veículos com rodas
- 2.199 peças de artilharia
- 1.376.650 armas de fogo
- 303.690 toneladas de munição
- 14.335 toneladas de combustível e materiais de limpeza [32]

24 MIG-29 modernos tornaram-se parte da Luftwaffe. Depois de 1999, 23 das 24 aeronaves foram entregues à Polônia. 

## Recrutamento e objeção de consciência
Antes da construção do Muro de Berlim em 1961, o serviço militar na RDA era voluntário, embora a Juventude Alemã Livre e as escolas públicas organizassem intensas campanhas de recrutamento e o serviço no NVA fosse muitas vezes um pré-requisito para a progressão na carreira. O serviço militar obrigatório foi introduzido em 1956 na Alemanha Ocidental, um ano após o estabelecimento das forças armadas da Alemanha Ocidental, mas a RDA absteve-se desta medida até 1962. A situação mudou quando a fronteira foi fechada em agosto de 1961, e cinco meses depois o governo anunciou um período de serviço obrigatório de 18 meses para os homens. 
Não havia, a princípio, nenhum serviço alternativo para objetores de consciência. Isto mudou em 1964, quando, sob pressão da Igreja Protestante na Alemanha, o Conselho de Defesa Nacional da RDA autorizou a formação de Baueinheiten (unidades de construção) para homens em idade militar que “recusem o serviço militar com armas por motivos religiosos ou por motivos semelhantes”. 
Os soldados de construção usavam uniformes e viviam em quartéis sob disciplina militar, mas não eram obrigados a portar armas e não recebiam treinamento de combate. Em teoria, deveriam ser usados apenas para projetos de construção civil. A RDA tornou-se, portanto, o único país do Pacto de Varsóvia a fornecer uma alternativa de não combate aos objectores de consciência. Contudo, temendo que outros soldados fossem contaminados por ideias pacifistas, o governo teve o cuidado de segregar as unidades de construção dos recrutas regulares. Além disso, os recrutas que escolheram a opção de serviço alternativo enfrentaram muitas vezes discriminação posteriorente, incluindo a negação de oportunidades de ensino superior. 

## Organização

O logotipo do museu da Alemanha Oriental em Dresden. Hoje é o Museu de História Militar do Bundeswehr.

O NVA tinha quatro ramos principais: 
- Landstreitkräfte (Forças Terrestres) com uma força ativa de 108.000 nas seguintes divisões:
  - 1ª Divisão de Rifles Motorizados (Potsdam-Eiche)
  - 4ª Divisão de Rifles Motorizados (Erfurt)
  - 6ª Divisão de Rifles Motorizados (Königswartha)
  - 7ª Divisão Panzer (Dresden)
  - 8ª Divisão de Rifles Motorizados (Schwerin)
  - 9ª Divisão Panzer (Eggesin)
  - 10ª Divisão de Rifles Motorizados (Ronneburg)
  - 11ª Divisão de Rifles Motorizados (Halle)
  - 17ª Divisão de Rifles Motorizados (Petersroda)
  - 19ª Divisão de Rifles Motorizados (Wulkow)
  - 20ª Divisão de Rifles Motorizados (Bredenfelde)
- Volksmarine (Marinha Popular) com uma força de 18.300
- Luftstreitkräfte/Luftverteidigung (Forças Aéreas/Defesa Aérea) com uma força de 58.000

Em tempo de guerra, a mobilização das reservas do NVA teria quase duplicado a sua força. As autoridades da RDA também tinham à sua disposição as tropas de segurança interna do Ministério do Interior (Kasernierte Volkspolizei) e o Ministério da Segurança do Estado (o Regimento de Guardas Felix Dzerzhinsky), juntamente com os 210.000 auxiliares do partido "Grupos de Combate da Classe Trabalhadora" ( Kampfgruppen der Arbeiterklasse), que estavam disponíveis em tempos de guerra.
O mais alto nível de liderança do NVA era o Ministério da Defesa Nacional (Ministerium für Nationale Verteidigung) com sede em Strausberg, perto de Berlim Oriental. A administração do NVA foi dividida nos seguintes comandos:
- o Kommando Landstreitkräfte (KdoLaSK) com sede em Geltow, perto de Potsdam
- o Kommando Luftstreitkräfte und Luftverteidigungskräfte (KdoLSK/LV) com sede em Strausberg
- o Kommando Volksmarine (KdoVM) com sede em Rostock
- o Kommando der Grenztruppen (KdoGT) com sede em Pätz, perto de Berlim

## Características

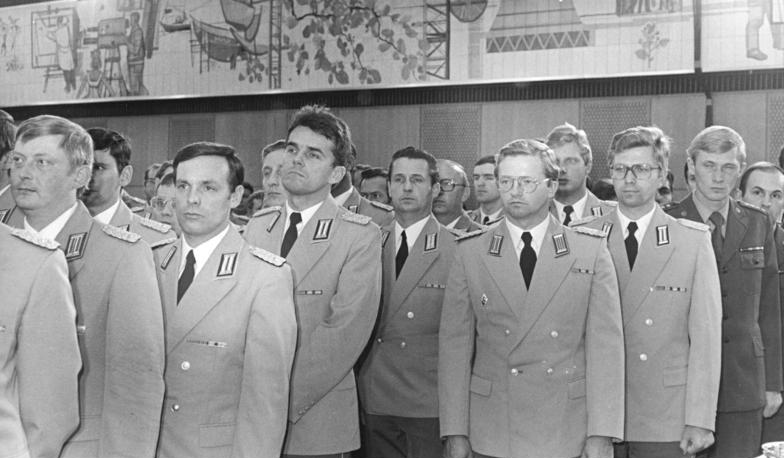
Vários uniformes usados por oficiais do NVA

### Uniformes
As primeiras unidades militares da Administração Central de Treinamento (Hauptverwaltung Ausbildung – HVA) estavam vestidos de azul policial. Com a reestruturação da Polícia Barracada (CIP) em 1952, foram introduzidos uniformes cáqui semelhantes em formato e cor aos do Exército Soviético. O desejo de uma tradição militar "alemã" e "socialista" separada, e a consequente fundação da NVA em 1956, introduziu novos uniformes que se assemelhavam fortemente aos da Wehrmacht. Eles tinham um corte semelhante e eram feitos de um tecido cinza-acastanhado, chamado cinza-pedra. A gola alta escura foi posteriormente removida, exceto nos casacos de 1974 a 1979.
Mesmo o capacete militar "gumdrop" M-56 do NVA, apesar de sua semelhança facilmente perceptível com designs soviéticos bem conhecidos, foi na verdade baseado em um protótipo de capacete "B/II" que foi inicialmente desenvolvido para a Wehrmacht pelo Instituto de Ciência de Materiais Técnicos de Defesa em Berlim. O capacete foi testado desde 1943, mas não foi adotado pela Wehrmacht. 
Com exceção da Marinha Popular, cujos uniformes azul-escuros eram consistentes com os estilos da maioria das marinhas do mundo, e dos Grupos de Combate da Classe Trabalhadora (Kampfgruppen der Arbeiterklasse), que usavam seus próprios uniformes de fadiga verde-oliva, todas as forças armadas do NVA, o Regimento de Guardas Felix Dzerzhinsky, as Tropas de Fronteira da República Democrática Alemã e o Kasernierte Volkspolizei usava o mesmo uniforme básico. Várias modificações posteriores foram introduzidas, mas o estilo e o corte permanecem fundamentalmente os mesmos. Havia uma variedade de uniformes usados de acordo com o ambiente (trabalho ou social) e a estação (verão ou inverno). A maioria dos uniformes era cinza pedra, uma cor cinza acastanhada que era visivelmente diferente do verde acinzentado da Polícia Popular. Os uniformes dos oficiais diferiam dos uniformes do pessoal alistado pela melhor qualidade e textura do tecido. Os uniformes de campo e de serviço eram trajes normais para a maioria das funções do dia-a-dia.

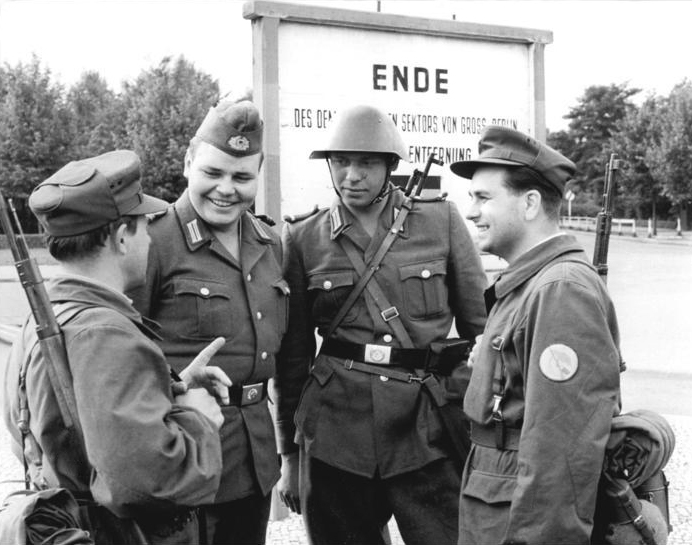
Guardas de fronteira da RDA e membros dos Grupos de Combate da Classe Trabalhadora na fronteira do setor de Berlim em 14 de agosto de 1961

#### Categorias de uniformes
Várias categorias básicas de uniformes foram usadas:
- Uniforme de desfile (Paradeuniform)
- Uniforme de serviço (Dienstuniform)
- Uniforme casual/de passeio (Ausgangsuniform)
- Uniforme de serviço de campo (Felddienstuniform)
- Uniforme de trabalho (Arbeitsuniform)

### Patentes
O pessoal do NVA exibia suas insígnias de classificação nas ombreiras ou alças nos uniformes de serviço, casual e desfile, e insígnias de manga suaves no meio do caminho entre o ombro e o cotovelo na manga esquerda do uniforme de campo, macacão ou outros uniformes especiais. A patente de oficial general era indicada por estrelas prateadas de cinco pontas montadas em uma corda de ombro trançada de ouro e prata colocada em uma base vermelha brilhante. Todos os outros oficiais e suboficiais usavam uma estrela de quatro pontas. Como muitos dos exércitos de outros países do Pacto de Varsóvia, as insígnias de classificação do NVA seguiram o padrão soviético na disposição das estrelas. 
A Volksmarine seguiu com insígnias de ombro semelhantes para os oficiais da marinha (que também usavam insígnias de manga) e classificações de alistamento, exceto que eram azuis e brancas ou amarelas (no caso de classificações navais). 

### Prêmios e condecorações
A RDA tinha cerca de setenta condecorações para pessoas ou grupos que desejava reconhecer, e concedeu-as liberalmente. Algumas, como as condecorações de batalha, foram reservadas especificamente para o pessoal das forças armadas, muitas concedidas tanto a soldados como a civis, e outras, embora normalmente condecorações civis, podem ocasionalmente ser conquistadas por aqueles em serviço militar. O último grupo incluía condecorações por realizações nas artes, literatura, produção e métodos de trabalho. Foram concedidos a pessoal de serviço ou unidades específicas que participaram de projetos de produção civil ou auxiliaram na colheita. 
A Ordem de Karl Marx, a Ordem Patriótica do Mérito, a Estrela da Amizade Popular, a Bandeira do Trabalho, a Ordem de Scharnhorst e o Prêmio Nacional estavam entre os prêmios mais importantes. Alguns, incluindo a Ordem do Mérito e a Estrela da Amizade Popular, foram premiados em três classes. Alguns foram acompanhados por prémios monetários substanciais. O NVA não permitiu que militares usassem prêmios e condecorações da  Wehrmacht. 

## Periódicos
Os dois principais periódicos do NVA foram o jornal semanal Volksarmee e a revista mensal Armeerundschau. 

## Relíquias
O antigo complexo de férias nazista em Prora, na ilha de Rügen, contém várias exposições de museus. Um deles é dedicado ao NV, que utilizou parte do complexo como quartel. Muitos museus militares alemães abrigam equipamentos antigos do NV, como tanques e aeronaves. 